# Romagne-sous-les-Côtes
Romagne-sous-les-Côtes ist eine französische Gemeinde mit 123 Einwohnern (Stand: 1. Januar 2022) im Département Meuse in der Region Grand Est (bis 2015 Lothringen). Sie gehört zum Arrondissement Verdun und zum Kanton Montmédy. Die Einwohner werden Romagnols genannt.

## Geografie
Romagne-sous-les-Côtes liegt etwa 28 Kilometer nordnordöstlich von Verdun. Umgeben wird Romagne-sous-les-Côtes von den Nachbargemeinden Merles-sur-Loison im Norden, Villers-lès-Mangiennes im Nordosten, Mangiennes im Nordosten und Osten, Azannes-et-Soumazannes im Süden, Chaumont-devant-Damvillers im Südwesten sowie Damvillers im Westen und Nordwesten.

## Geschichte
Romagne-sous-les-Côtes entwickelte sich im Ersten Weltkrieg vor und während der Schlacht um Verdun zur Drehtür der Verdun-Front, weil sich hier bei Deutsch-Eck (la Belle Croix) am Endbahnhof einer vom deutschen Heer verlegten Zweigstrecke des Réseau de la Woëvre Eisenbahnen mit den Spurweiten 600, 760, 1000 und 1435 mm trafen.

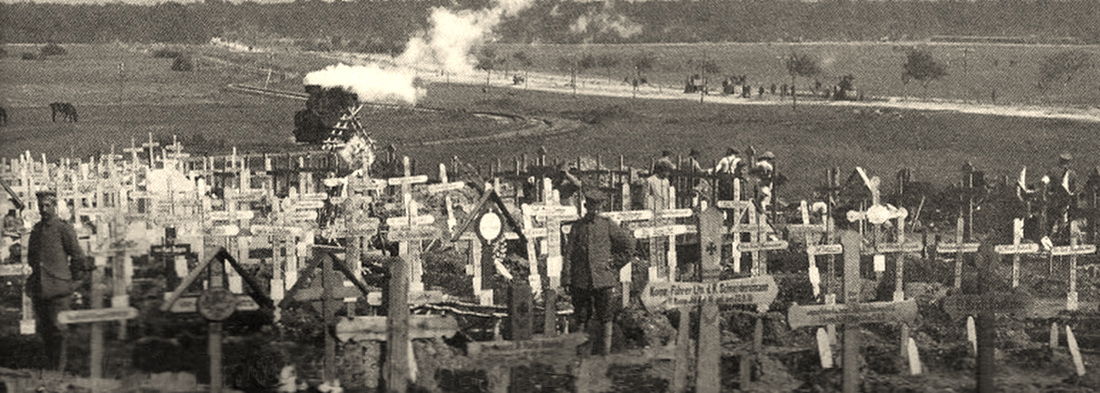
Feldbahnbetrieb am Soldatenfriedhof Romagne-sous-les-Côtes bei Deutsch-Eck (la Belle Croix)
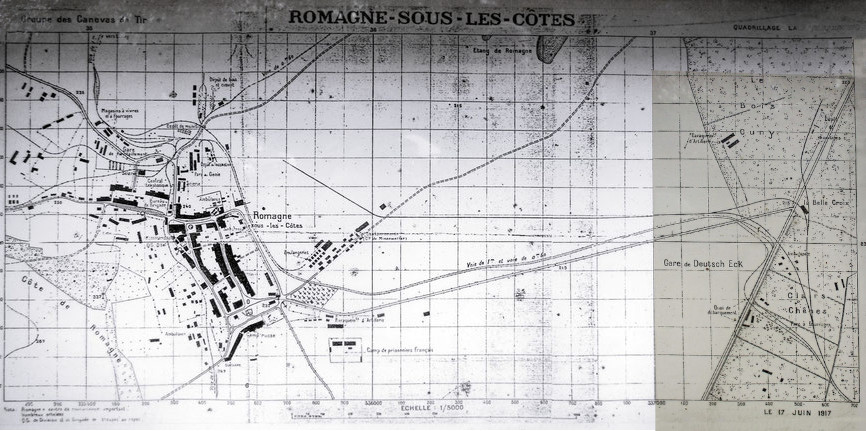
Eisenbahnen mit den Spurweiten 600, 760, 1000 und 1435 mm bei Romagne und Deutsch-Eck (la Belle Croix), 17. Juni 1917

## Bevölkerungsentwicklung
| Jahr                       | 1962 | 1968 | 1975 | 1982 | 1990 | 1999 | 2006 | 2011 | 2019 |
| Einwohner                  | 177  | 206  | 185  | 150  | 118  | 102  | 111  | 112  | 122  |
| Quellen: Cassini und INSEE |      |      |      |      |      |      |      |      |      |

## Sehenswürdigkeiten
- Kirche Saint-Pierre aus dem 18. Jahrhundert
- deutscher Soldatenfriedhof aus dem Ersten Weltkrieg mit 2227 Gräbern

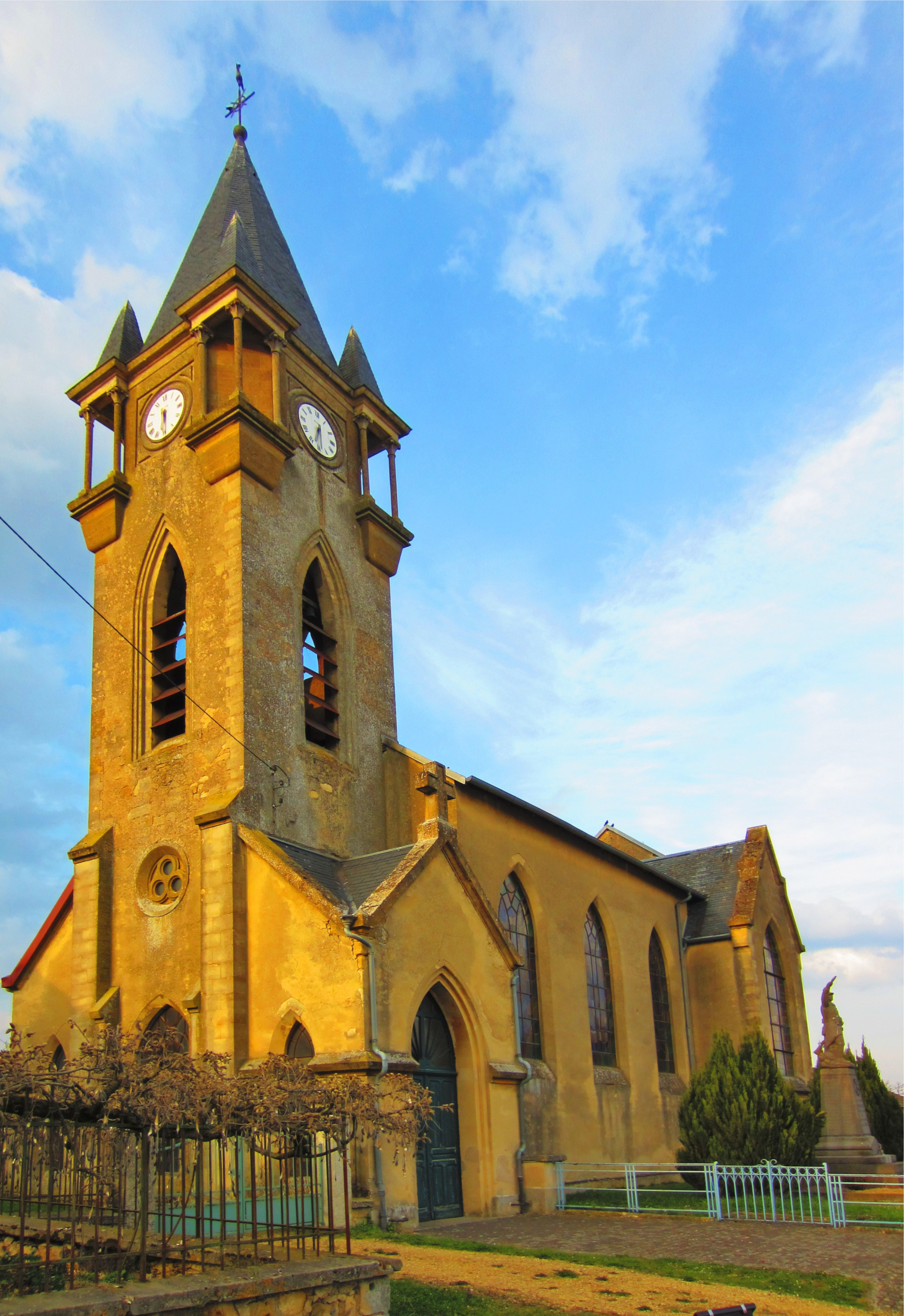
Kirche Saint-Pierre
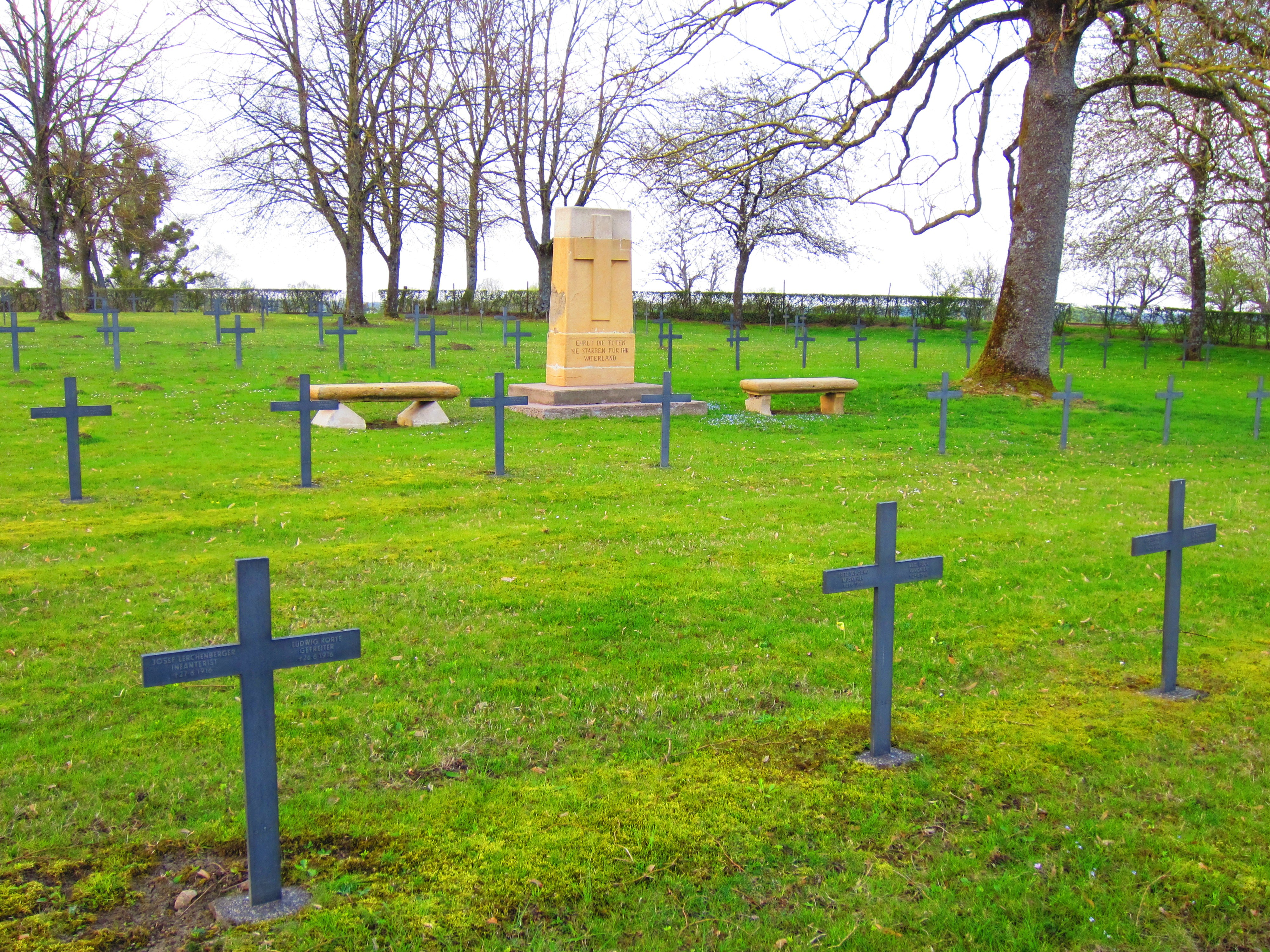
Deutscher Soldatenfriedhof